# Ökoverteidigung!
Ökoverteidigung! (russisch Экозащита!; Ekosaschtschita!; englisch Ecodefense!) ist eine Umweltschutzorganisation in Russland.

## Ziele
Die Organisation setzt sich nach eigenen Angaben für Gewaltlosigkeit, Bildung sowie für soziale und ökologische Gerechtigkeit und eine saubere und gesunde Umwelt ein. Atomkraft und Kohle als Energieträger sollen durch erneuerbare Quellen abgelöst werden. 

## Geschichte
Die Organisation wurde Ende 1989 in Kaliningrad gegründet. Inzwischen gibt es Teilorganisationen in Moskau, Jekaterinburg, Woronesch, Osjorsk und Vilnius. 2009 wurde die Organisation Ökoverteidigung! Frauenrat (Экозащита! – Женсовет) in Kaliningrad gegründet.
Die Organisation engagiert sich gegen die Verschmutzung der Umwelt durch Industrie, Erdölleitungen, Kohlekraftwerke und anderes. Im Kaliningrader Gebiet wies sie auf die Gefahren von Erdölleitungen in der Ostsee und durch das geplante Kernkraftwerk Kaliningrad hin. Infolge ihrer Proteste, Mahnwachen und einer Umfrage in der Bevölkerung wurde der Bau 2013 eingestellt. Als mögliche Reaktion darauf wurde die Organisation am 21. Juli 2014 beim russischen Justizministerium als „Organisation in der Funktion eines ausländischen Agenten“ registriert. Seitdem wurde sie mehrmals zu Geldstrafen zwischen 100.000 und 300.000 Rubel verurteilt, weil sie den Auflagen der Registrierung nicht nachgekommen war, zuletzt im Oktober 2016.
Die Organisation veröffentlichte während mehrerer UN-Klimakonferenzen ein tägliches Bulletin Weniger als zwei Grad (Меньше двух градусов), in dem sie die Positionen der russischen Vertreter kritisch kommentierte.
Die Organisation ist Mitglied im Climate Action Network und der Internationalen Sozial-Ökologischen Union. Sie ist Partner mehrerer ausländischer Organisationen wie Urgewald, der Heinrich-Böll-Stiftung und anderer. Sie gibt die Publikationen „Anti Atom Press“ und „Ekosaschtschita“ heraus.
Die Mitbegründerin von Ökoverteidigung, Alexandra Korolewa, hat im Juli 2019 „als erste prominente russische Umweltaktivistin“ in Deutschland politisches Asyl beantragt.